# Гасанриз
Гасанриз (азерб. Həsənriz) — село в Агдеринском районе Азербайджана. Является центром Гасанризского сельского административно-территориального округа.

## География
Село Гасанриз входит в состав Гасанризского сельского административно-территориального округа Агдеринского района. При этом село Гасанриз является центром этого сельского административно-территориального округа.
Расположено в 56 км к западу от районного центра — города Агдере, в 3 км от левого берега реки Тертер на высоте 1000-1200 метров над уровнем моря.
Из села Гозлу через мост в село Гасанриз ведет просёлочная дорога (9 км).
Наряду с селом Гозлу, село славилось обилием долгожителей, чей возраст превышал 100 лет.

## История
В средние века, село Атерк было частью армянского Хаченского княжества, которое в период наибольшего расцвета называли Арцахским царством. В селе находилась резиденция местного князя, коим был армянский князь и правитель Гасан-Джалал Дола. Последний перебрался в Атерк из своей прежней резиденции крепости Акана (Ахана), куда до этого он перенес столицу из известного своими горячими источниками селения Цар (Зар). Таким образом селение со своей крепостью стало резиденцией князей династии Гасан-Дажалян. 
Село Атерк (h’атерк, Хатерк) также являлось одним из главных центров распространения карабахского диалекта армянского языка.

### Период Российской империи
С 1869 года село входило в состав Джеванширского уезда Елизаветпольской губернии Российской империи.
По данным Кавказского календаря на 1910 год, в 1906 году в селе Гасанриз проживало 1123 человек, в основном армяне. По данным Кавказского календаря на 1912 год, в селе Гасанриз проживало 1192 человека, в основном армяне.

### Период Азербайджанской ССР
В Азербайджанской сельскохозяйственной переписи 1921 года населённый пункт упоминается под названием Гасанриз в составе Гасанризского сельского общества Джеванширского уезда. На карте 1926 года село также упоминается как Гасанриз.
На 1 января 1977 года село называлось Атерк и входило в состав Атеркского сельсовета Мардакертского района Нагорно-Карабахской автономной области (НКАО) Азербайджанской ССР.
По состоянию на 1 января 1933 года в селе проживало 167 человек (34 хозяйства), все — армяне.
Население занималось зерноводством, табаководством, животноводством.

### Карабахский конфликт
1 декабря 1989 года Верховный Совет Армянской ССР принял постановление «О воссоединении Армянской ССР и Нагорного Карабаха». 7 декабря Президиум Верховного Совета Азербайджанской ССР заявил, что постановление ВС Армянской ССР является недопустимым вмешательством в дела суверенного Азербайджана. Президиум Верховного Совета СССР 10 января 1990 года издал постановление «О несоответствии Конституции СССР актов по Нагорному Карабаху, принятых Верховным Советом Армянской ССР 1 декабря 1989 года и 9 января 1990 года», в котором указал, что данное решение является прямым нарушением Конституции СССР.

2 сентября 1991 года на совместной сессии Нагорно-Карабахского областного и Шаумяновского районного Советов народных депутатов была принята Декларация о провозглашении Нагорно-Карабахской Республики в границах Нагорно-Карабахской автономной области (НКАО) и сопредельного Шаумяновского района Азербайджанской ССР. 18 октября 1991 года Верховный Совет Азербайджанской Республики принял Конституционный Акт о восстановлении государственной независимости Азербайджанской Республики. 26 ноября 1991 года Верховный Совет Азербайджана принял закон «Об упразднении Нагорно-Карабахской Автономной Области (НКАО) Азербайджанской Республики». Этим же законом Мардакертский район был переименован в Агдеринский. В свою очередь «Комитет конституционного надзора СССР» 28 ноября 1991 года объявил, что и постановление Верховного Совета Армянской ССР (Республики Армения) от «О воссоединении Армянской ССР и Нагорного Карабаха», и постановление Верховного Совета Азербайджанской Республики «О ликвидации Нагорно-Карабахской автономной области» не соответствует Конституции СССР. Однако, 26 декабря 1991 года, Совет Республик Верховного Совета СССР принял декларацию о прекращении существования Союза ССР.

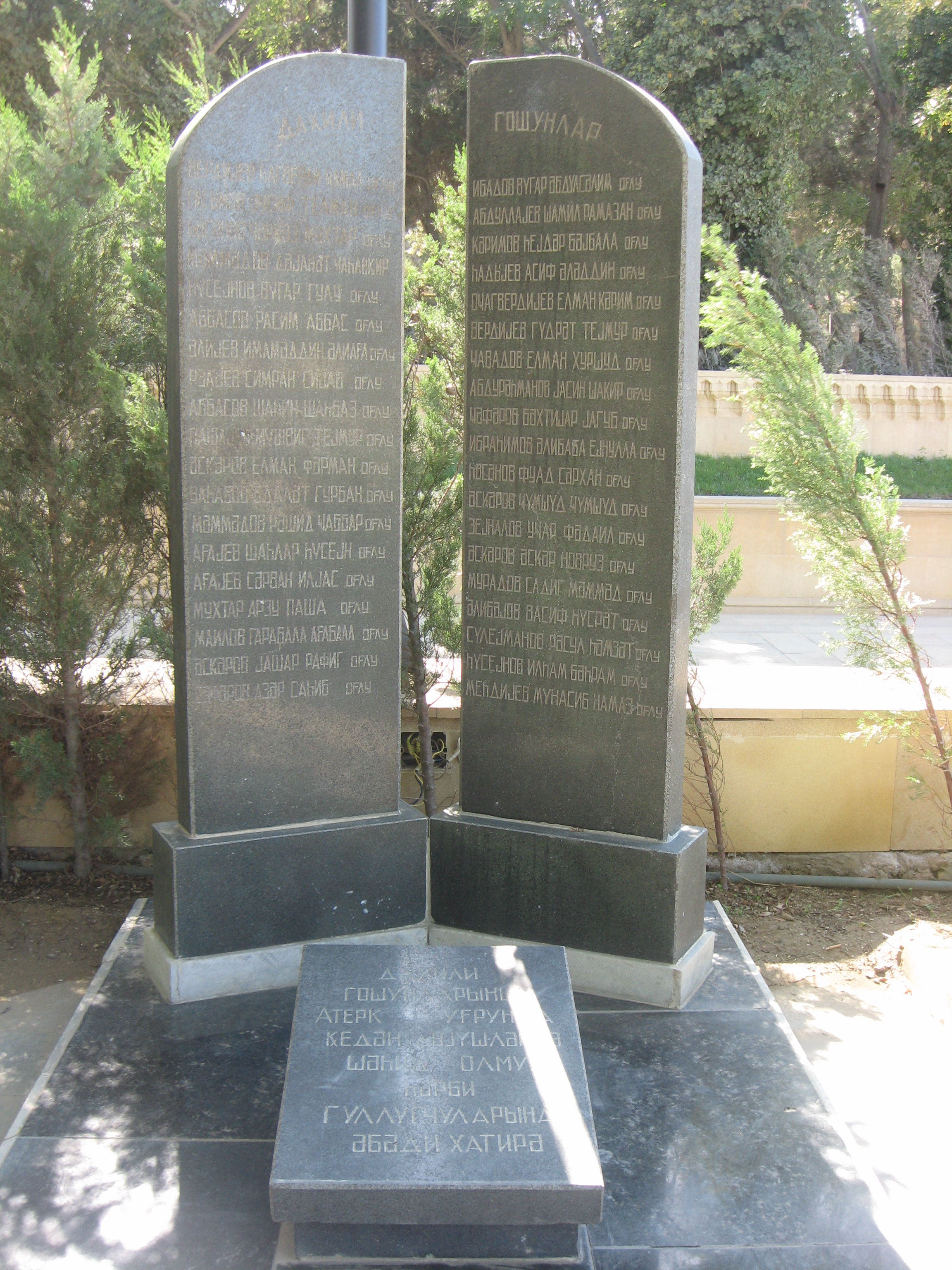
Памятник в честь погибших служащих Внутренних войск Азербайджана в боях за село. Аллея Шахидов, Баку.

В начале Первой карабахской войны село было взято под контроль армянскими вооружёнными формированиями. 4-9 июля 1992 года в ходе летнего наступления азербайджанских войск Азербайджан восстановил контроль над селом. В результате давления со стороны СБСЕ, наступление было остановлено, и со стороны Азербайджана в одностороннем порядке было объявлено о прекращении огня. Армянская сторона, воспользовавшись этим, через Лачинский коридор осуществила привлечение дополнительной живой силы и военной техники. В результате внезапного наступления 11-28 июля 1992 года село вновь было занято армянскими вооружёнными формированиями. 28 июля 1992 года Азербайджанская армия вновь восстановила контроль над селом.
Решением Милли Меджлиса Азербайджана 13 октября 1992 года Агдеринский район был ликвидирован. Село было передано в состав Кельбаджарского района. 29 декабря 1992 года село было переименовано в Гасанриз.
В феврале 1993 года армянские вооружённые формирования вновь заняли село. Таким образом, по итогам Первой карабахской войны село попало под контроль непризнанной Нагорно-Карабахской Республики (НКР) и согласно административно-территориальному делению непризнанной республики входило в состав Мартакертского района НКР и называлось Атерк.
Муниципальные власти французского города Сент-Этьен помогали с оборудованием для сельской школы.
В школе насчитывалось до 240 учеников, в детском саду — до 70 детей. До возвращения села под контроль Азербайджана на территории села располагался батальон. Часть мужского населения села работали на предприятии «Без Металс» и на Сарсангской ГЭС.
Согласно Трёхстороннему Заявлению в ночь с 9 по 10 ноября 2020 года, подписанному по итогам Второй Карабахской войны, село перешло под контроль Российских миротворческих сил.
По итогам боевых действий в сентябре 2023 года Азербайджан восстановил контроль над селом. 28 сентября 2023 года было объявлено, что президентом непризнанной НКР Самвелом Шахраманяном был подписал указ о прекращении существования НКР и роспуске всех его учреждений и организаций до 1 января 2024 года.

### Современный период
27 декабря 2023 года Агдеринский район был восстановлен в прежних границах, Гасанризский сельский административно-территориальный округ вместе с входящим в него селом Гасанриз вошёл в состав данного района. В настоящее время село Гасанриз является центром Гасанризского сельского административно-территориального округа Агдеринского района Азербайджана.
18 марта 2025 года село посетил президент Азербайджана Ильхам Алиев, где он ознакомился с восстановительными работами в селе и встретился с жителями, переселившимися в село.

## Население
3 марта 2025 года в село переселилась первая группа граждан Азербайджана из 25 семей — 91 человек. Первыми в село отправились семьи бывших вынужденных переселенцев, ранее временно расселённые в разных регионах Азербайджана, преимущественно в общежитиях, санаториях и административных зданиях.
6 марта 2025 года в село переселились ещё 75 человек (25 семей). Они расселены в новых домах. По состоянию на март 2025 года всего в село переселено 50 семей из 166 человек. В марте же было заявлено о планах разместить в селе на первом этапе 163 семьи. 
11 апреля в село переселилились 20 семей из 72 человек, а 22 апреля ещё 20 семей из 68 человек. По состоянию на апрель 2025 года всего в село уже переселено 90 семей из 306 человек. 
24 июня 2025 года в село переселилось ещё 40 семей из 146 человек. 25 июля в село переселилось ещё 29 семей из 114 человек, после чего количество переселившихся в село стало составлять 160 семей из 566 человек. 

## Экономика
Село имеет перспективы для развития земледения и животноводства.

## Инфраструктура
После возвращения села Гасанриз под контроль Азербайджана в селе были проведены восстановительные работы. На 2025 год в село обеспечена подача электричества, питьевой воды и природного газа, проведён интернет.
На март 2025 года в селе уже было отремонтировано 92 дома. В селе есть школа на 500 мест.
В селе открыт парк, в котором высажены вечнозелёные деревья.